# Alan Fraser
Alan Fraser (Lurgan, 25 de octubre de 1952) es un exjugador y exentrenador de fútbol profesional norirlandés. Jugaba en la posición de lateral.

## Biografía
Alan Fraser debutó como futbolista profesional en 1970 a los 18 años de edad con el Linfield FC. Jugó durante los doce años siguientes en el club, llegando a ganar la NIFL Premiership en seis ocasiones y la Copa de Irlanda del Norte otras cuatro. Ya en 1982 al dejar el club, fichó por el Glenavon FC durante una temporada. Finalmente, y tras ser traspasado al Carrick Rangers, Alan Fraser se retiró como futbolista en 1984 a los 32 años de edad. Tras su retiro, en 1991 fichó por el Glenavon FC, club en el que permaneció como futbolista, como entrenador para las tres temporadas siguientes, llevando al equipo a ganar la Copa de Irlanda del Norte en 1992. También entrenó al Ballymena United FC, club por el que fichó en 1995 para las cuatro temporadas siguientes, consiguiendo la NIFL Premiership en 1997. Finalmente fichó para la temporada 2000 por el Bangor FC, último equipo al que entrenó. Posteriormente se convirtió en director técnico del Glenavon FC donde estuvo ejerciendo su cargo hasta 2009.

## Clubes

### Como futbolista
| Club            | País              | Año         |
| --------------- | ----------------- | ----------- |
| Linfield FC     | Irlanda del Norte | 1970 - 1982 |
| Glenavon FC     | Irlanda del Norte | 1982 - 1983 |
| Carrick Rangers | Irlanda del Norte | 1983 - 1984 |

### Como entrenador
| Club                | País              | Año         |
| ------------------- | ----------------- | ----------- |
| Glenavon FC         | Irlanda del Norte | 1991 - 1994 |
| Ballymena United FC | Irlanda del Norte | 1995 - 1999 |
| Bangor FC           | Irlanda del Norte | 1999 - 2000 |

## Palmarés

### Como futbolista
Linfield FC
- NIFL Premiership (6): 1971, 1975, 1978, 1979, 1980 y 1982
- Copa de Irlanda del Norte (4): 1970, 1978, 1980 y 1982

### Como entrenador
Glenavon FC
- Copa de Irlanda del Norte: 1992

Ballymena United FC
- NIFL Premiership: 1997